# برج هریس
برج هریس (به ترکی استانبولی: Heris Tower) یک ساختمان در ترکیه است که در Konak واقع شده‌است.